# ناه شون بوريل
ناه شون بوريل (بالإنجليزية: Nah-Shon Burrell؛ مواليد 5 فبراير 1990) هو مُقاتل فنون قتالية مختلطة أمريكي.

## وصلات خارجية
- ناه شون بوريل على موقع يو إف سي (الإنجليزية)
- ناه شون بوريل على موقع بيلاتور (الإنجليزية)
- ناه شون بوريل على موقع شيردوغ (الإنجليزية)
- ناه شون بوريل على موقع IMDb (الإنجليزية)